# Portrait de la marquise de la Solana
Le Portrait de la marquise de la Solana  (1795) est une huile sur toile de Francisco de Goya conservée au musée du Louvre après donation de Carlos de Beistegui.
La marquise de Solana est également connue sous le nom de Rita de Barrenechea, écrivaine et dramaturge de l'Espagne des Lumières.
À propos de cette toile, Jack Kerouac écrit: "[ce tableau] aurait pu difficilement être une œuvre plus moderne, avec ces larges chaussures en avant comme des poissons qui s'entrecroisent..." (in Le Vagabond américain, Folio, 2010, p.58).

## Contexte
Dans les années 1790, Francisco de Goya était devenu un peintre à la mode, dont les portraits étaient très demandés, tant par l’aristocratie que par la haute bourgeoisie madrilène. D’après le musée du Louvre, la toile fut peinte alors que la marquise, âgée de 38 ans se savait condamnée par la maladie. Elle mourut en 1795, peu après la réalisation de la toile.
La marquise était amie de Goya et de la duchesse d’Alba, écrivaine de pièces de théâtre et faisant partie du mouvement des Lumières, à l’instar de Goya. Proche de Jovellanos, elle appuyait les réformes.

## Analyse
Rita de Barrenechea est représentée de corps entier, vêtue d’un châle et de gaze, le visage pâle, fière malgré la maladie qui se lit sur son visage (elle décède peu après la réalisation du portrait).
Le fond neutre, évanescent est clairement inspiré de la tradition vélasquienne, été en l’absence d’autres repères visuels, il oblige le spectateur à soutenir le regard d’un modèle aux portes de la mort. Le peintre rend autant le caractère de son personnage – fier et bienveillant – qu’il instaure un dialogue muet entre la marquise et l’observateur.
Dans ce tableau on peut retrouver l'influence des grands portraits anglais de Gainsborough et de Reynolds, connus par Goya par des reproductions en gravures.

## Appropriation
Dans le tableau ¿Cóme se me ve? (Goya), La marquise de la Solana, appropriée par l'artiste péruvien Herman Braun-Vega, est transposée sur une plage de Lima face à une jeune métisse enceinte, devenant ainsi une allégorie du mépris de classe qui existe au Pérou vis à vis des métis et des indigènes de la part de certains puissants qui se sentent culturellement plus proches des anciens colons espagnols.